# Tylečkův dub
Tylečkův dub, nazývaný také Tylečkův dub v Brušperku, je solitérní památný strom dub letní (Quercus robur L.). Nachází se v kopcích v Brušperku v okrese Frýdek-Místek v Moravskoslezském kraji v pohoří Podbeskydská pahorkatina a na Moravě.

## Historie a popis
Tylečkův dub byl vysazen v roce 1900 při narození pana Františka Tylečka, tehdejšího majitele usedlosti č. p. 313. V dolní části kmene je dobře patrná dutina.
| Dendrologické údaje z roku 2022 |                                                     |
| Výška stromu:                   | 20 m                                                |
| Obvod kmene ve výčetní výšce:   | 4,65 m                                              |
| Ochranné pásmo stromu:          | kruh o poloměru 10× průměru kmene ve výčetní výšce. |
| Datum prvního vyhlášení:        | 13. července 2022                                   |

## Další informace
Strom je celoročně volně přístupný.

## Galerie

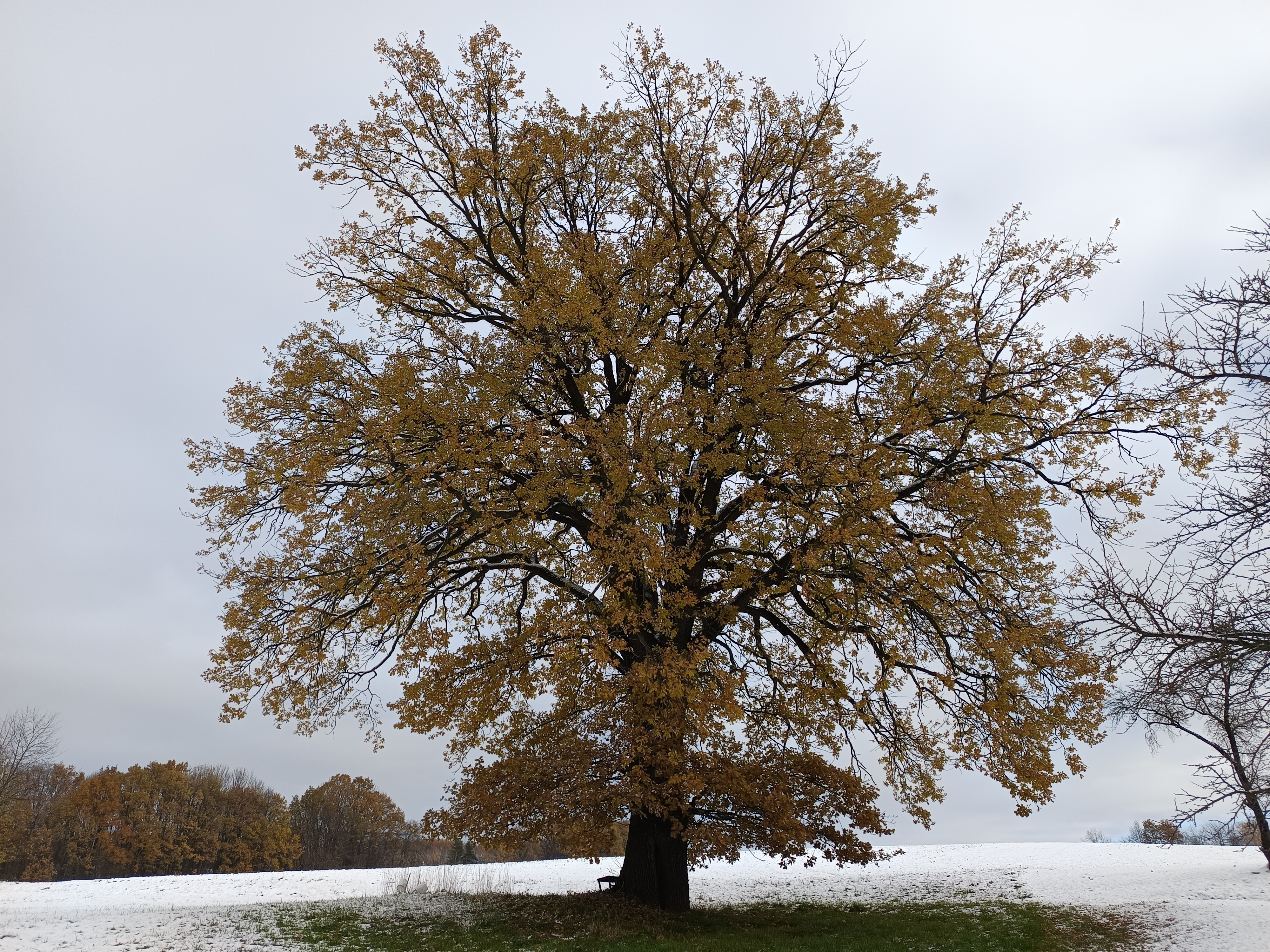
Pohled na strom (listopad 2024)
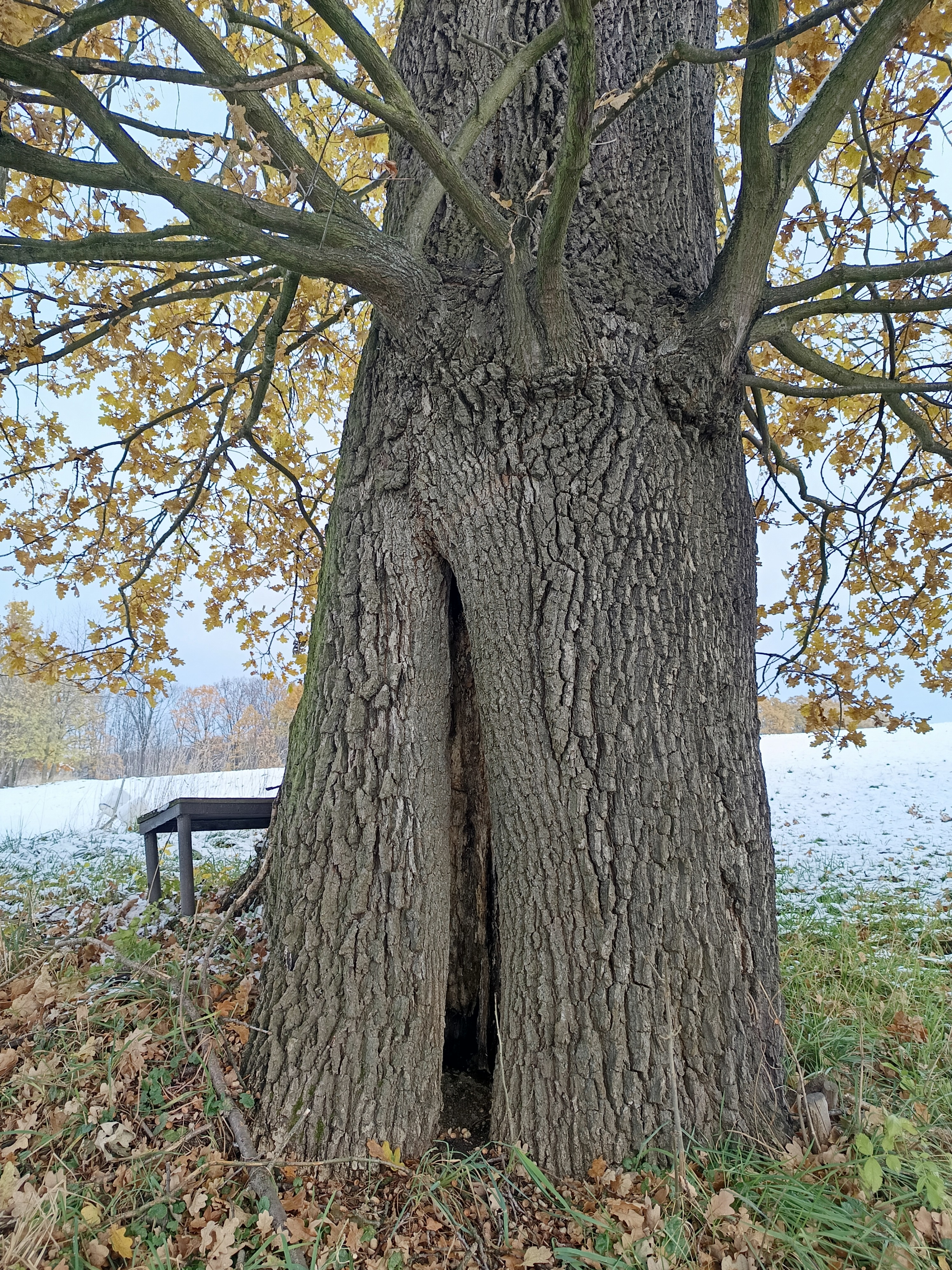
Dutina v kmeni (listopad 2024)